# Bobs Watson
Robert S. „Bobs“ Watson (* 11. November 1930 in Los Angeles, Kalifornien; † 27. Juni 1999 in Laguna Beach, Kalifornien) war ein US-amerikanischer Schauspieler sowie methodistischer Priester.

## Leben
Watson entstammte der damals vielbeschäftigten Schauspielfamilie Watson. Er war das jüngste von neun Kindern, seine acht weiteren Geschwister waren wie er zwischen den 1910er- und 1940er-Jahren als Kinderdarsteller in zahlreichen Hollywood-Produktionen zu sehen. Bekanntheit erlangte er 1938 durch die Darstellung des Jungen „Pee Wee“ in dem Film Teufelskerle an der Seite von Mickey Rooney und Spencer Tracy. Fortan war Bobs Watson vor allem für tragische Kinderrollen prädestiniert. Ein Jahr später spielte er im Western Herr des wilden Westens neben Errol Flynn einen Jungen, welcher von einem Pferd zu Tode geschleift wird. Ebenfalls 1939 hatte er neben Lionel Barrymore eine Hauptrolle im Film On Borrowed Time, in dem er wiederum am Ende des Filmes den Tod findet.
Als Erwachsener wirkte er in über 50 Filmen und Fernsehserien wie The Twilight Zone, Lou Grant, The Beverly Hillbillies, Green Acres und The Fugitive mit. Neben seiner Arbeit als Schauspieler besuchte er die Claremont School of Theology, wo er eine Ausbildung zum Methodistenpriester absolvierte. Das Priesteramt übte er während 30 Jahren in Gemeinden in Kalifornien aus. Aus seiner Ehe mit Jaye Watson entstammen drei Söhne. Kurz vor seinem Tod erhielt die Watson-Familie gemeinsam einen Stern auf dem Hollywood Walk of Fame. Bobs Watson verstarb 1999 im Alter von 68 Jahren an einer Krebserkrankung.

## Filmografie (Auswahl)
- 1932: Life Begins
- 1936: Show Boat
- 1936: Lustige Sünder (Libeled Lady)
- 1936: Maria von Schottland (Mary of Scotland)
- 1936: Die kleinen Strolche – Pay As You Exit (Kurzfilm)
- 1937: Ordnung ist das halbe Leben (The Great O’Malley)
- 1937: She’s Dangerous
- 1937: Maienzeit (Maytime)
- 1938: Chicago (In Old Chicago)
- 1938: Teufelskerle (Boys Town)
- 1938: Dr. Kildare: Sein erster Fall (Young Dr. Kildare)
- 1938: Die goldene Peitsche (Kentucky)
- 1939: Liebe und Leben des Telefonbauers A. Bell (The Story of Alexander Graham Bell)
- 1939: Dr. Kildare: Unter Verdacht (Calling Dr. Kildare)
- 1939: Herr des wilden Westens (Dodge City)
- 1939: On Borrowed Time
- 1940: Dr. Kildare: Verhängnisvolle Diagnose (Dr. Kildare’s Crisis)
- 1941: Das sind Kerle (Men of Boys Town)
- 1943: Hi, Buddy
- 1956: Ein Fetzen Leben (The Bold and the Brave)
- 1960–1961: Hot Off the Wire (Fernsehserie, 6 Folgen)
- 1962: Bonanza (Fernsehserie, 1 Folge)
- 1962: Was geschah wirklich mit Baby Jane? (What Ever Happened to Baby Jane?)
- 1963: Die Leute von der Shiloh Ranch (Fernsehserie, 4 Folgen)
- 1963: In Liebe eine 1 (Take Her, She’s Mine)
- 1964–1967: The Beverly Hillbillies (Fernsehserie, 4 Folgen)
- 1965: FBI (Fernsehserie, 2 Folgen)
- 1977: Gib Gas… und laßt euch nicht erwischen (Grand Theft Auto)
- 1978–1981: Lou Grant (Fernsehserie, 4 Folgen)
- 1993: Caruso und die mörderischen Models (A Perry Mason Mystery: The Case of the Wicked Wives, Fernsehfilm)